# AT Возничего
AT Возничего (лат. AT Aurigae) — одиночная переменная звезда в созвездии Возничего на расстоянии (вычисленном из значения параллакса) приблизительно 5840 световых лет (около 1791 парсека) от Солнца. Видимая звёздная величина звезды — от менее +15,7m до +13,9m.

## Характеристики
AT Возничего — красная пульсирующая переменная звезда, мирида (M) спектрального класса M9. Эффективная температура — около 3281 К.